# Engestofte Sogn
Engestofte Sogn 
ist eine Kirchspielsgemeinde (dän.: Sogn)
auf der Insel Lolland im südlichen Dänemark.
Bis 1970 gehörte sie zur Harde Musse Herred im damaligen Maribo Amt, danach zur Sakskøbing Kommune im Storstrøms Amt, die im Zuge der  Kommunalreform zum 1. Januar 2007 in der Guldborgsund Kommune in der Region Sjælland aufgegangen ist.
Im Kirchspiel leben 99 Einwohner (Stand: 1. Januar 2023).
Im Kirchspiel liegt die Kirche „Engestofte Kirke“.
Nachbargemeinden sind im Nordosten Våbensted Sogn, im Osten Slemminge Sogn und im Süden Godsted Sogn, ferner in der westlich benachbarten Lolland Kommune Maribo Domsogn und Hunseby Sogn.